# Salomonöarna vid världsmästerskapen i simsport 2024
Salomonöarna tävlade vid världsmästerskapen i simsport 2024 i Doha i Qatar mellan den 2 och 18 februari 2024. Salomonöarna hade en trupp på en manlig idrottare.

## Tävlande per sport
Följande är en lista över antalet tävlande per sport.
| Sport   | Herrar | Damer | Totalt |
| ------- | ------ | ----- | ------ |
| Simning | 1      | 0     | 1      |
| Totalt  | 1      | 0     | 1      |

## Simning
Herrar
| Idrottare | Gren         | Heat    | Heat      | Semifinal        | Semifinal        | Final            | Final            |
| Idrottare | Gren         | Tid     | Placering | Tid              | Placering        | Tid              | Placering        |
| --------- | ------------ | ------- | --------- | ---------------- | ---------------- | ---------------- | ---------------- |
| Edgar Iro | 50 m frisim  | 27,35   | 100       | Gick inte vidare | Gick inte vidare | Gick inte vidare | Gick inte vidare |
| Edgar Iro | 100 m frisim | 1.00,62 | 97        | Gick inte vidare | Gick inte vidare | Gick inte vidare | Gick inte vidare |